# Rani Mukerji
Rani Mukerji (nacida el 21 de marzo de 1978 en Calcuta, Bengala Occidental) es una actriz de cine y cantante india. 
Su exitosa carrera en el cine Bollywood le ha permitido ganar siete veces el premio Filmfare. Desde sus inicios en el mundo del cine, ha actuado en alrededor de 40 películas. Rani viene de una familia bengalí dedicada al cine. Su padre, Ram, es un director retirado, y su madre, Krishna, trabajó como cantante de playbacks: Su hermano, Raja Mukerji, es productor y su tía materna, Debashree Roy, era una actriz muy popular en Bengala. Mukerji es prima hermana de la actriz Kajol.

## Carrera
Comenzó su carrera con una breve aparición en el filme bengalí de su padre, Biyer Phool (1996). Su primera película en hindi y verdadero debut, con solo 18 años, fue Raja Ki Aayegi Baraat (1997). Este filme no tuvo éxito en la taquilla, por lo que completó su educación. Mukerji retornó a la actuación dos años después, con las películas Ghulam y Kuch Kuch Hota Hai, que fueron verdaderos hits. Fue precisamente en Kuch Kuch Hota Hai la multipremiada película dirigida por Karan Johar donde ganó su primer Premio Filmfare como Mejor Actriz de Reparto interpretando a la bella y sexy Tina Malhotra, junto a las estrellas Shah Rukh Khan, Salman Khan y Kajol.
Sin embargo, la gente comenzó a tomársela en serio en 2003, después de Chalte Chalte, donde compartió protagonismo con Shah Rukh Khan. 2004 fue el mejor año de su carrera, con actuaciones en Hum Tum, Yuva y Veer-Zaara, que la llenaron de premios.
Los tres superéxitos del 2005 (Bunty Aur Babli, Mangal Pandey y Black) la situaron por fin como una de las actrices más rentables de la industria. Así llegamos al 2006: un gran éxito, Kabhi Alvida Naa Kehna, y una película que tuvo un comportamiento pobre en taquilla, Baabul.
Rani también ha participado en giras mundiales de conciertos, entre las que destaca Temptations 2004, donde participó con Shah Rukh Khan, Saif Ali Khan, Preity Zinta, Arjun Rampal y Priyanka Chopra.
Las habladurías y rumores la persiguen en materia de amores, y muchos han situado su figura junto a otros grandes nombres de la industria. Que si flirteo con este actor, que si lío de faldas con este otro. Sin embargo, Mukerji siempre ha negado los rumores, y se ha concentrado en el trabajo duro. Solo aparece en las noticias con motivo de estrenos, festivales de cine, entregas de premios y todo lo relacionado con las películas.
La actriz compró una casa nueva para ella en Juhu, y se siente my ligada a su sobrina, Mayesha, a quien llama cariñosamente "Mishti", que significa "dulce" en bengalí.
En 2006, mientras rodaba en Benarés, un grupo de fanes irrumpió en los estudios de rodaje, y los guardas de seguridad los golpearon con porras. Varios grupos la acusaron entonces de no haber detenido la paliza, y Mukerji se disculpó.
Aparte de las polémicas, la actriz también se dedica a obras de caridad, por ejemplo ayudando a los discapacitados, como también hacen Shah Rukh Khan y Priyanka Chopra.

## Curiosidades
- Rani ganó 40 millones de rupias por Baabul, lo que la convirtió en la actriz mejor pagada de la India.
- Es la única mujer en la lista de los más poderosos de Bollywood, elaborada por la revista Filmfare.
- Y, por lo tanto, encabeza el Top Ten de las actrices de Bollywood. Eso sí, por tercer año consecutivo.
- En Marruecos, la actriz consiguió reunir una audiencia de 50 000 personas en el Festival de Cine de Casablanca del año 2005.
- Mukherji fue una invitada de honor en una cena de estado para saludar al presidente de Pakistán en una cena con el primer ministro de la India.
- La actriz cambió su nombre "Mukherjee" por "Mukerji" hace algunos años. En ese momento, se informó que lo había hecho por razones de numerología. Sin embargo, hace poco tiempo Rani aseguró que la numerología no había tenido nada que ver. La razón era solo que su nombre figuraba en el pasaporte como "Mukerji", así que quería ser conocida así.

## Filmografía
- 2023, "La Sra. Chatterjee vs. Noruega"
- 2018, Hichki...Naina Mathur
- 2014, Mardaani ...Shivani Shivaji Roy
- 2013, Bombay Talkies ... Gayatri
- 2012, Talaash ... Roshni Shekhawat
- 2012, Aiyyaa ... Meenakshi Deshpande
- 2011, No One Killed Jessica ... Meera Gaiti
- 2009, Dil Bole Hadippa!  ... Veera Kaur/Veer Pratap Singh
- 2009, Lucky By Chance  ... Aparición especial
- 2008, Rab Ne Bana Di Jodi  ... Aparición especial
- 2008, Thoda Pyaar Thoda Magic ... Geeta
- 2007, Saawariya  ... Gulabji
- 2007, Om Shanti Om ... Aparición especial (Canción Deewangi Deewangi)
- 2007, Laaga Chunari Mein Daag  ... Vibhavari Sahay (Badki)/ Natasha
- 2007, Ta Ra Rum Pum  ... Radhika Shekar Rai Banerjee
- 2006, Baabul ... Malvika Talwar / Milli
- 2006, Kabhi Alvida Naa Kehna ... Maya Talwar
- 2005, Mangal Pandey : The Rising ... Heera
- 2005, Paheli ... Lachchi
- 2005, Bunty Aur Babli[2] ... Vimmi/Babli
- 2005, Black ... Michelle McNally
- 2004, Veer-Zaara ... Saamiya Siddiqui
- 2004, Hum Tum ... Rhea Prakash
- 2004, Yuva ... Sashi Biswas
- 2003, LOC Kargil .. Hema, la copine de Pandey
- 2003, Kal Ho Naa Ho ... Apparition spéciale (Chanson Maahi Ve)
- 2003, Chori Chori ... Khushi
- 2003, Calcutta Mail ... Bulbul/Reema
- 2003, Chalte Chalte ... Priya Chopra
- 2002, Chalo Ishq Ladaaye ... Sapna
- 2002, Saathiya (2002)... Suhani Sharma
- 2002, Mujhse Dosti Karoge ! ... Pooja Sahani
- 2002, Pyaar Diwana Hota Hai ... Payal Khurana
- 2001, Kabhi Khushi Kabhie Gham ... Naina Kapoor
- 2001, Nayak: The Real Hero ... Manjari
- 2001, Bas Itna Sa Khwaab Hai ... Pooja
- 2000, Bichoo ... Kiran Bali
- 2000, Hadh Kar Di Aapne ... Anjali Khanna
- 2000, Hey Ram ... Aparna Ram
- 2000, Badal ... Rani
- 1999, Hello Brother... Rani
- 1998, Mann ... Apparition spéciale (Chanson Kali Nagin Ke)
- 1998, Mehndi
- 1998, Kuch Kuch Hota Hai ... Tina Malhotra
- 1998, Ghulam ... Alisha
- 1997, Raja Ki Ayegi Baraat ... Mala
- 1996, Biyer Phool ... Mili